# Шлях, позначений сіллю. Солона історія Сходу України
Шлях, позначений сіллю. Солона історія Сходу України — проєкт, що розробляється ГО «ЦПГА «Крила» для просування туристичного потенціалу сходу України і ставить за мету пошуки слідів солі в українській землі та солі України.

## Історичні умови проєкту
На мандрівній мапі України уже є декілька регіонів, які, згадавши своє історичне минуле, відоме покладами солі та її видобутку, пробують використовувати його в своїй туристичній галузі.
На заході України розвиненим було добування солі шляхом виварювання (діюча солеварня в Дрогобичі, залишки історичних солеварень у Долині та Болехові) та добування шахтним способом (Солотвино, Калуш). На півдні України — Херсонщина й озера Присивашшя — і тепер пропонує випарену природним способом сіль, за якою ще сотні років тому приїжджали чумаки.
Схід України — Донеччина — також має свою давню історичну традицію, не менш багату і цікаву, та непогано збережений потенціал видобутку солі та її широке використання від недіючих промислових споруд до працюючих шахт Артемсолі, лікувальних вод Слов'янського курорту, і різноманітну палітру історичних подій, які пов'язані зі сіллю.
Проєкт «Шлях, позначений сіллю», започаткований у 2020 році, має на меті розвиток туризму Північної Донеччини через створення нових тематичних продуктів на основі сучасної інтерпретації солі і соляного промислу Донеччини.
Одразу кілька областей України мають цікаву історію, пов'язану з солевидобуванням. У західних регіонах України ця історія добре знана і вивчена, активно використовується в туристичній інфраструктурі областей, стаючи частиною пізнавальних мандрівок, або формуючи окремі повноцінні екскурсійні тури. В Херсонській області відносно недавно звернули увагу на свій соляний потенціал та приступили до його розробки.
Схід України, зважаючи на події, розпочаті весною 2014 року, мав значні проблеми з будь-якою туристичною та іншими видами діяльності. Однак, щойно випала така нагода, ініціативна група приступила до активної розбудови мережі внутрішнього туризму і за порівняно короткий час здобула чимало досягнень. Одним з найперспективніших напрямків розвитку місцевого туризму було визначено історію добування солі) на територіях нинішніх Донецької та Луганської областей. У Донецькій області соляну карту вирішили розіграти масштабно: маршрут «Шлях, позначений сіллю» пропонує познайомитися не лише з історичним минулим пов'язаних зі сіллю місцевостей, способами добування, транспортування і зберігання солі, але й науково доводить, що саме з «білої» (солі) історії почалася всесвітньо відома і нині домінуюча в уяві переважаючої більшості «чорна» (вугілля) історія Донецького краю, що став згодом відомим під назвою Донбас.

### Символ проєкту

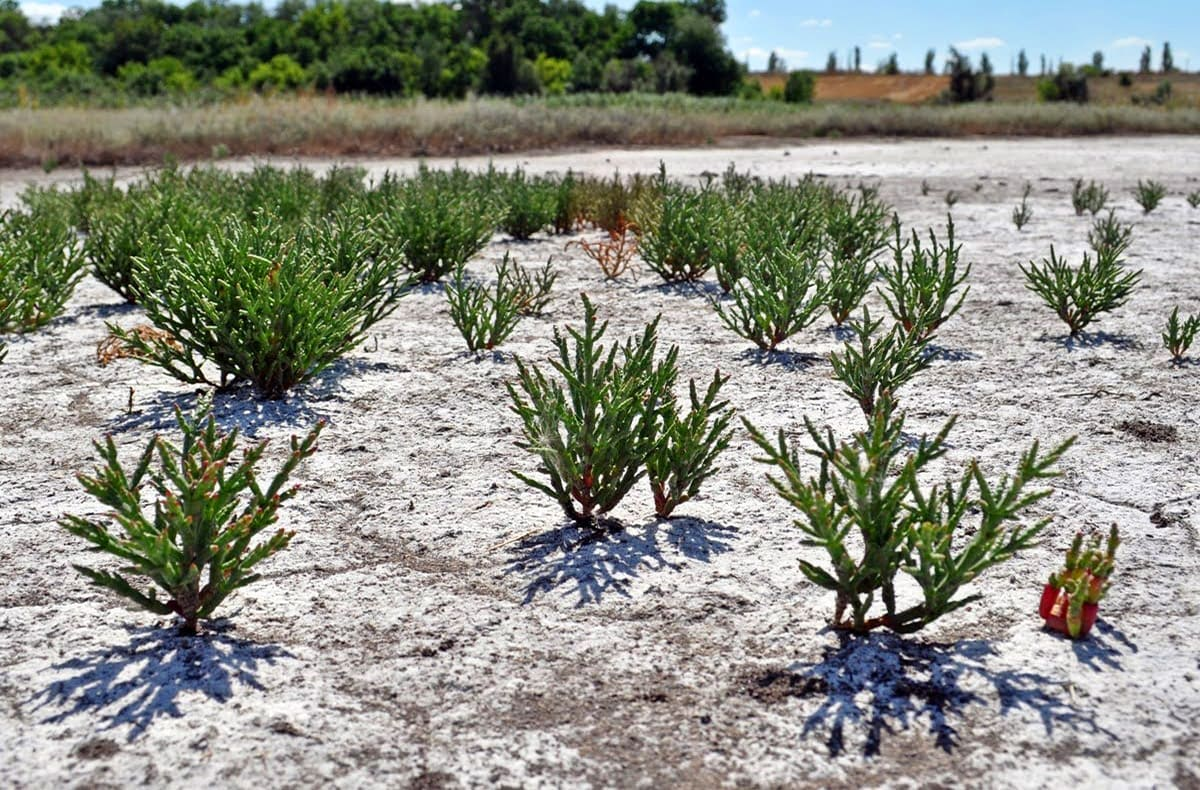
Солонець

Будь-яка мандрівка вимагає наявності шляхових вказівників, достатньої кількості інформаційних знаків, необхідних повідомлень про можливість відвідин цікавих об'єктів чи отримання певних послуг. «Шлях, позначений сіллю» як туристичний продукт відповідає зазначеним вимогам, а пізнаваності елементам і складовим цього маршруту додає зображення рослинки солонця, що повністю збігається як з власною назвою — містить значну кількість солі в собі, так і покладеному на неї завданні вказувати напрям руху — росте виключно на підсолених ґрунтах. Скромний і непримітний представник флори — солонець, став символом солоної історії всього північно-східного регіону України.

### Путівник соляних локацій Донеччини та Луганщини
Населені пункти:
Міста — Соледар, Бахмут, Слов'янськ, Лисичанськ, Кремінна
Села — Крива Лука, Званівка, Олександро-Калинове, Райгородок, Маяки
Автори проєкту
Синиця Яна В'ячеславівна — фахівець з внутрішнього туризму, голова ГО "ЦПГА «Крила», керівник туристичної фірми «Лазурит», організаторка краєзнавчої конференції «Криволуцькі читання», співавтор книги «Шлях, позначений сіллю. Солона історія Сходу України» (2022).
Дрогомирецька Оксана Василівна — краєзнавець, член НСЖУ та НСКУ, письменниця, лауреат літературних премій «Крилатий Лев» та «Благовіст», журналіст, редакторка «Криволуцьких читань», співавторка книги «Шлях, позначений сіллю. Солона історія Сходу України» (2022).
Кулішов Михайло Володимирович, краєзнавець, член НСКУ, фотограф, дослідник історії гірничої справи в Донецькому регіоні, автор інтернет-проєкту «Шахти та рудники Донбасу», автор та співавтор понад 30 наукових праць з історії промисловості та краєзнавства Донбасу, спелестології та геотуризму. Співавтор історико-краєзнавчих видань «Stoupky. Четвертое измерение (1881—2018)» (2018), «Бахмут на картах і планах (початок XVIII–друга половина XX ст.)» (2021), «Шлях, позначений сіллю. Солона історія Сходу України» (2022).
Фінансова допомога:
Власні ресурси;
ПРООН в Україні, в рамках грантового конкурсу;
Благодійний фонд «Ізоляція», в рамках грантового конкурсу.

## Хронологія проєкту
2020 рік
- Створення сайту проєкту [2];
- Організація щорічної краєзнавчої конференції «Криволуцькі читання — 2020: Крива Лука, Маяки, Щурове, Ямпіль та інші. Забуті назви на шляху, позначеному сіллю» [3];
- Розробка віртуальної екскурсії соляною шахтою [4];
- Віртуальний тур соляною шахтою, 2020 рік[5];
- Тренінг з «Мистецтва інтерпретації природної та культурної спадщини» у місті Бахмут з 21 по 25 вересня 2020 року[6].

2021 рік
- Організація конкурсу для учнівської молоді «Сіль у житті людини» спільно з Донецьким обласним еколого-натуралістичним центром

;
- Розробка та організація турів вихідного дня «Шлях, позначений сіллю» з туристичною фірмою «Лазурит»;

2022 рік
- Реалізація проєкту «Шлях, позначений сіллю» як основа для діалогу між ВПО та приймаючими громадами [8];
- Підготовка і друк книги «Шлях, позначений сіллю. Солона історія Сходу України»;
- Розробка в віртуальних панорам з локаціями маршруту «Шлях, позначений сіллю» [9].

2023 рік
- Презентації проєкту у містах:
  - Черкаси [10];
  - Дніпро [11];
  - Дрогобич[12];
- Створення інтернет-крамниці «Шлях, позначений сіллю» для реалізації сувенірної та поліграфічної продукції на соляну тематику [13].

## Галерея

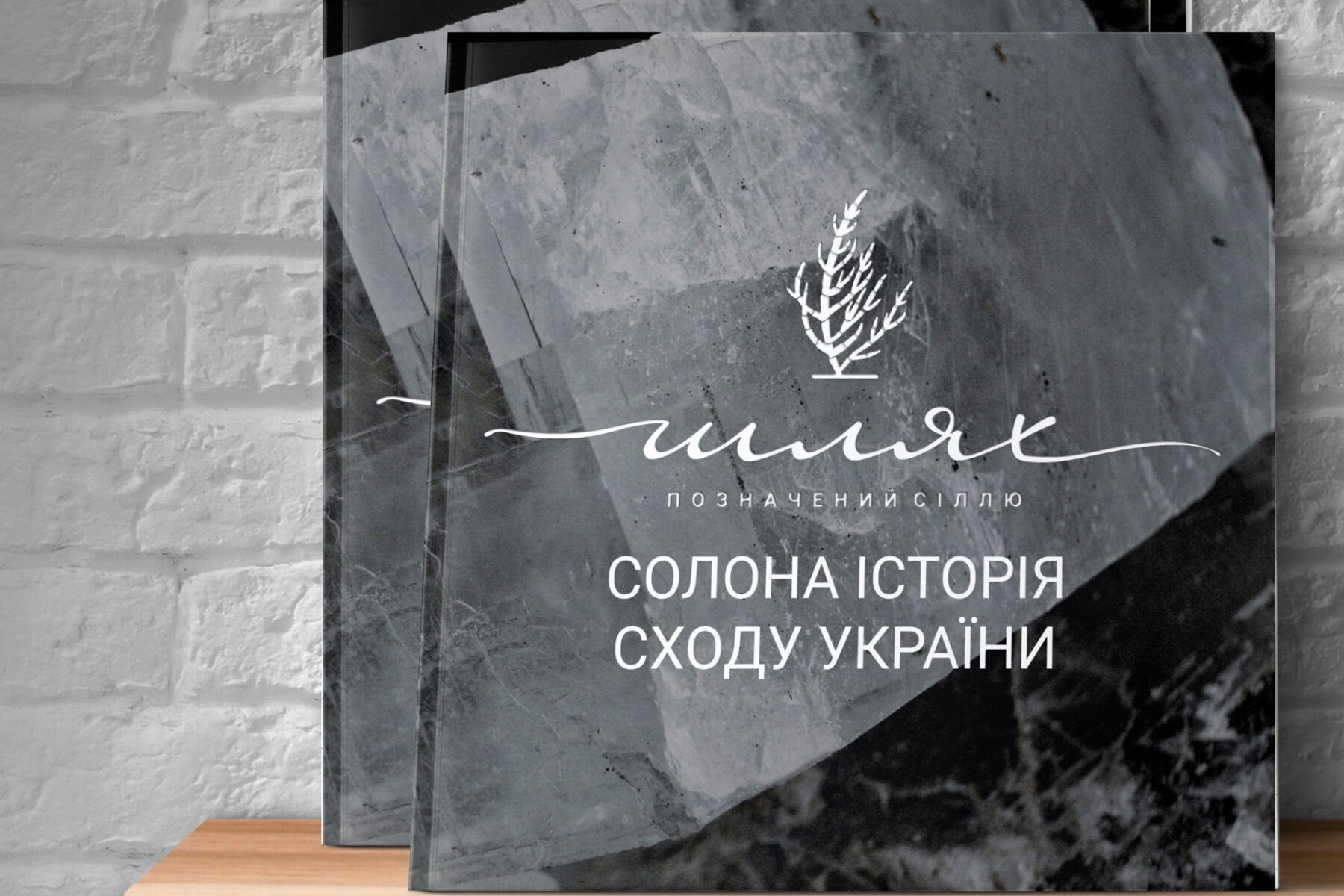
Книга "Шлях, позначений сіллю"
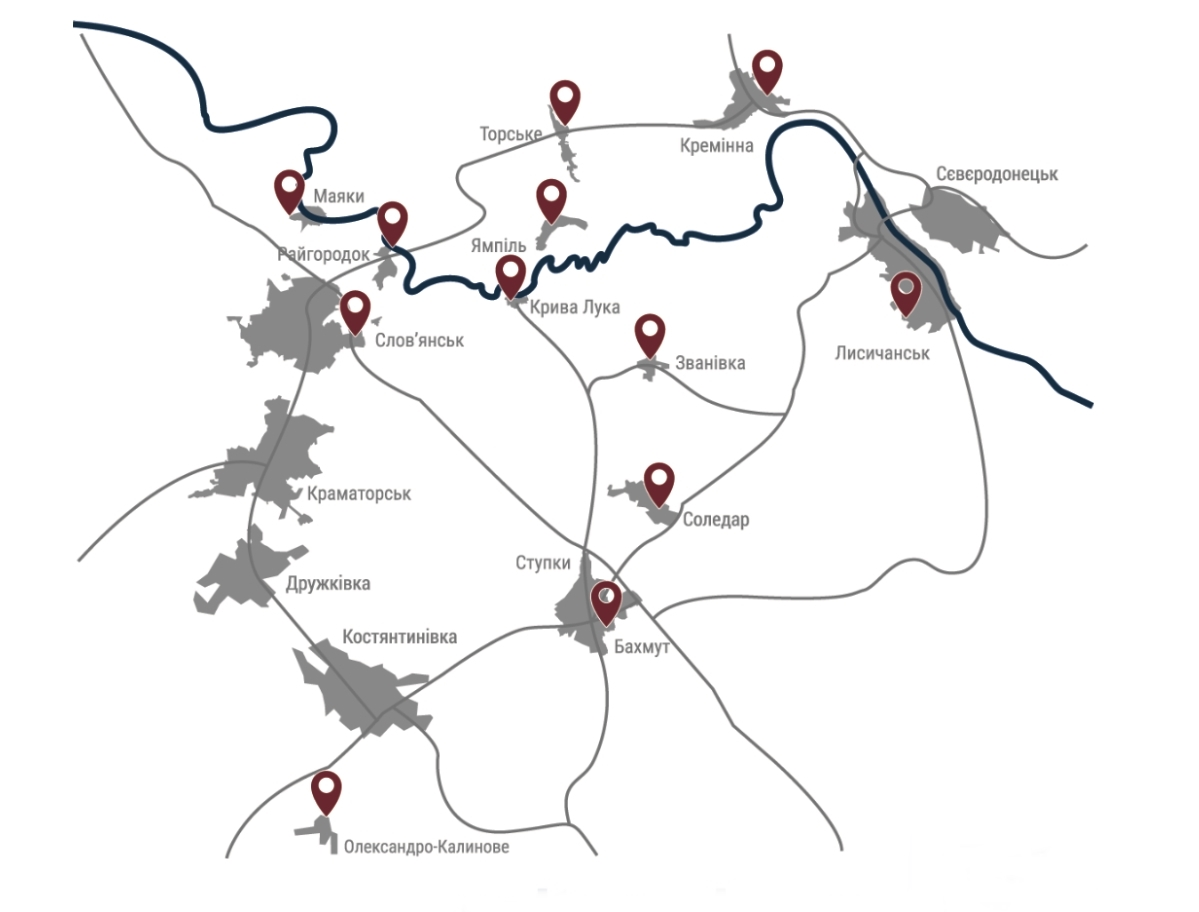
Путівник соляних локацій Донеччини та Луганщини.
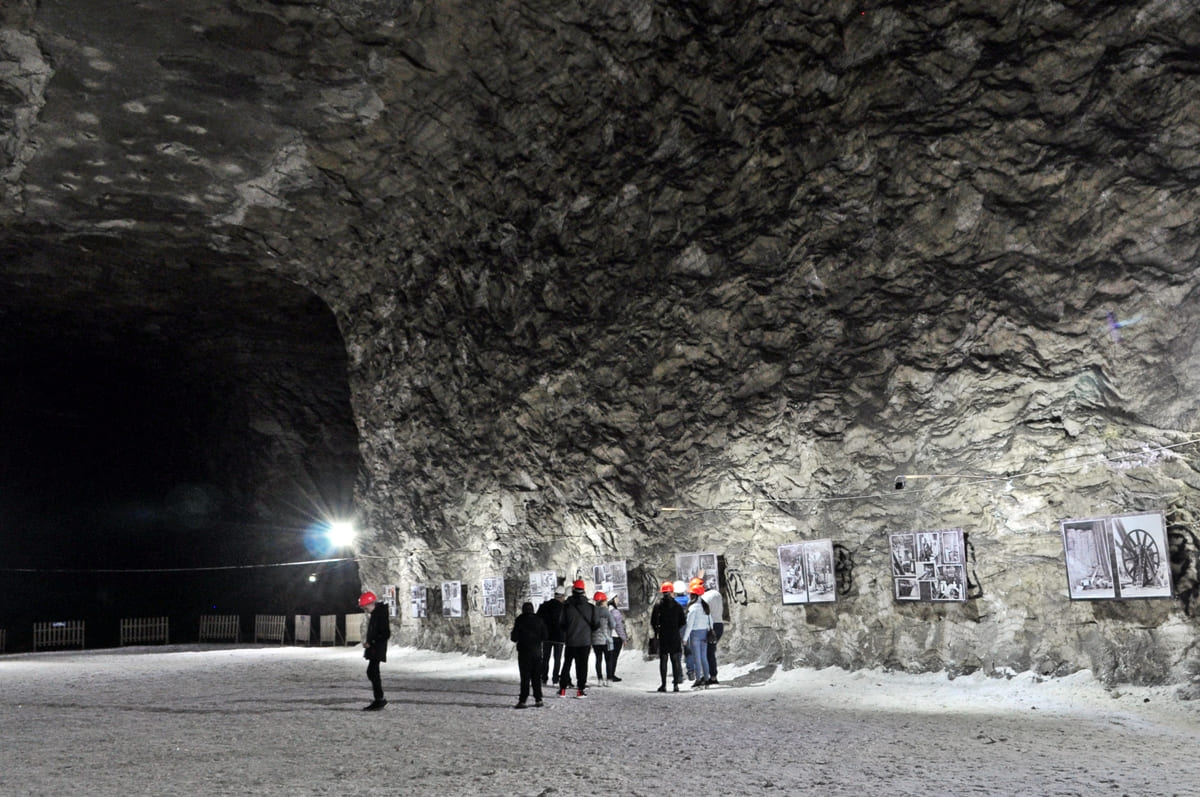
В соляній шахті Соледару.
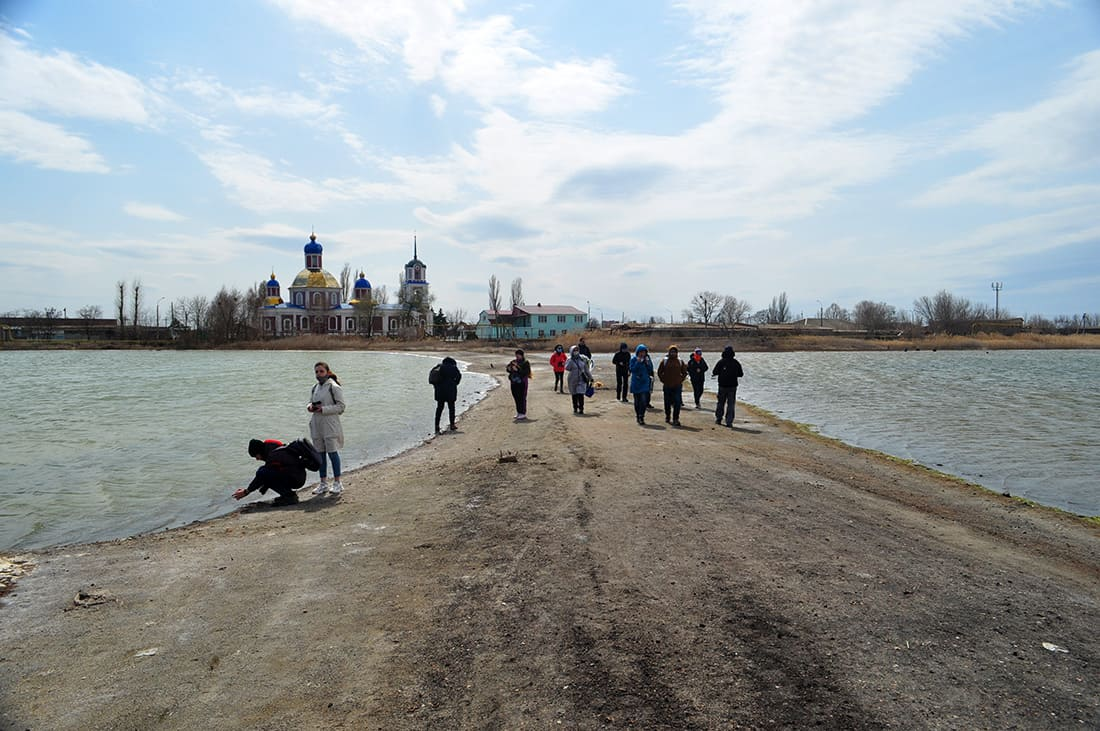
Екскурсія «Життя на солоних озерах» —спостереження за птахами на  Слов'янських солоних озерах.
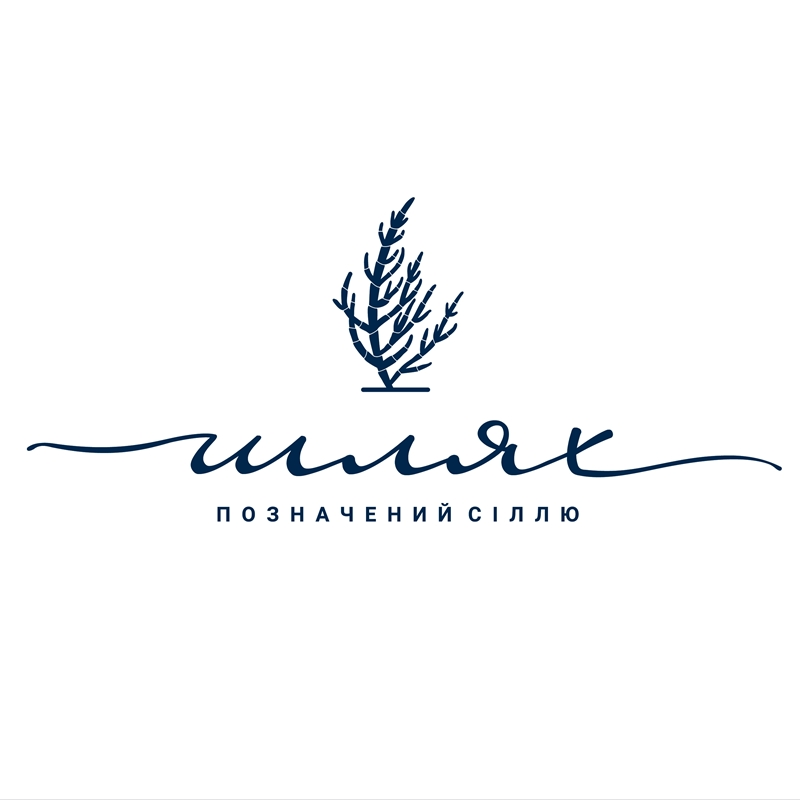
Логотип «Шлях, позначений сіллю»
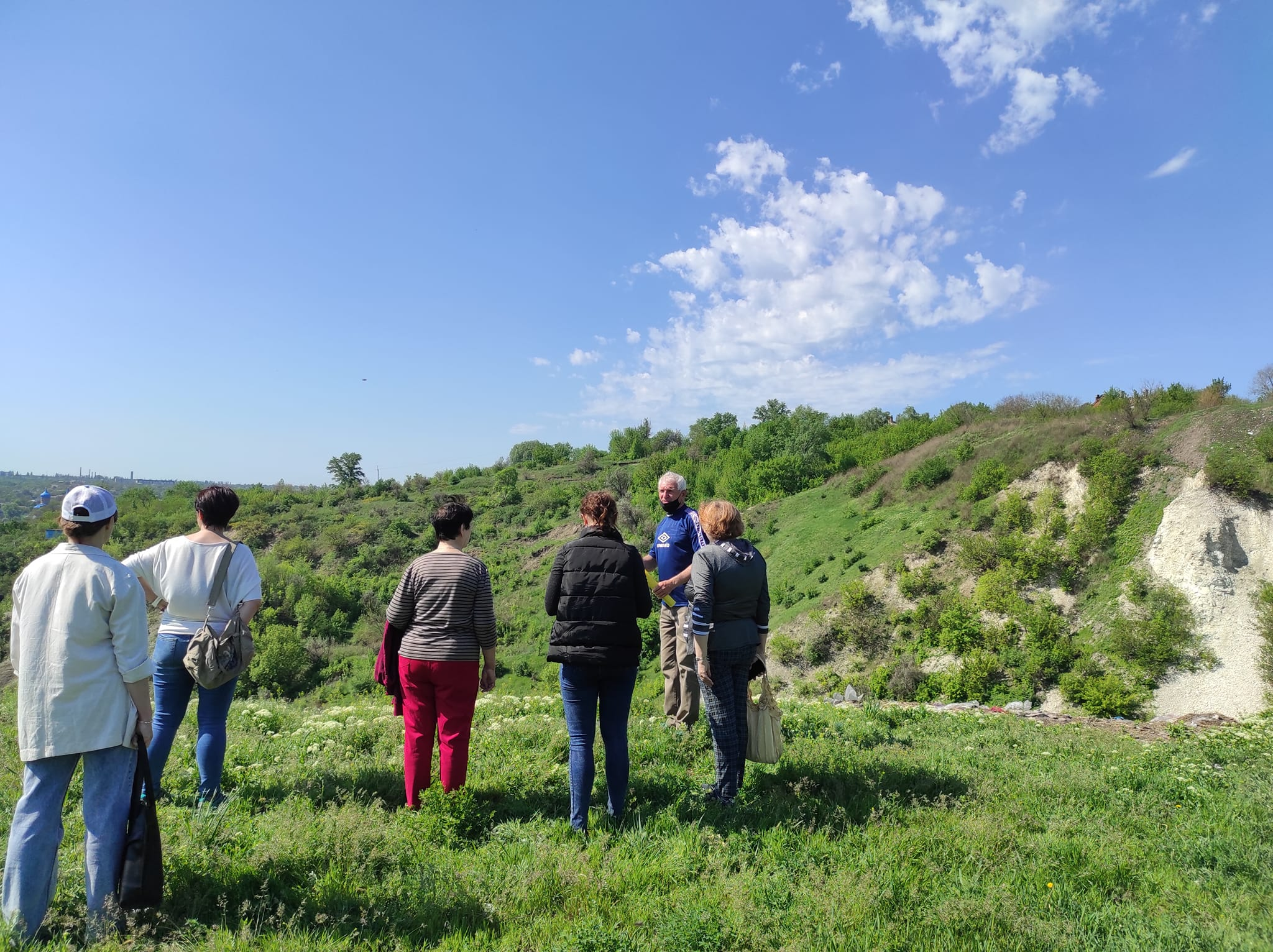
Перша екскурсія Лисичанськом 15.05.2021
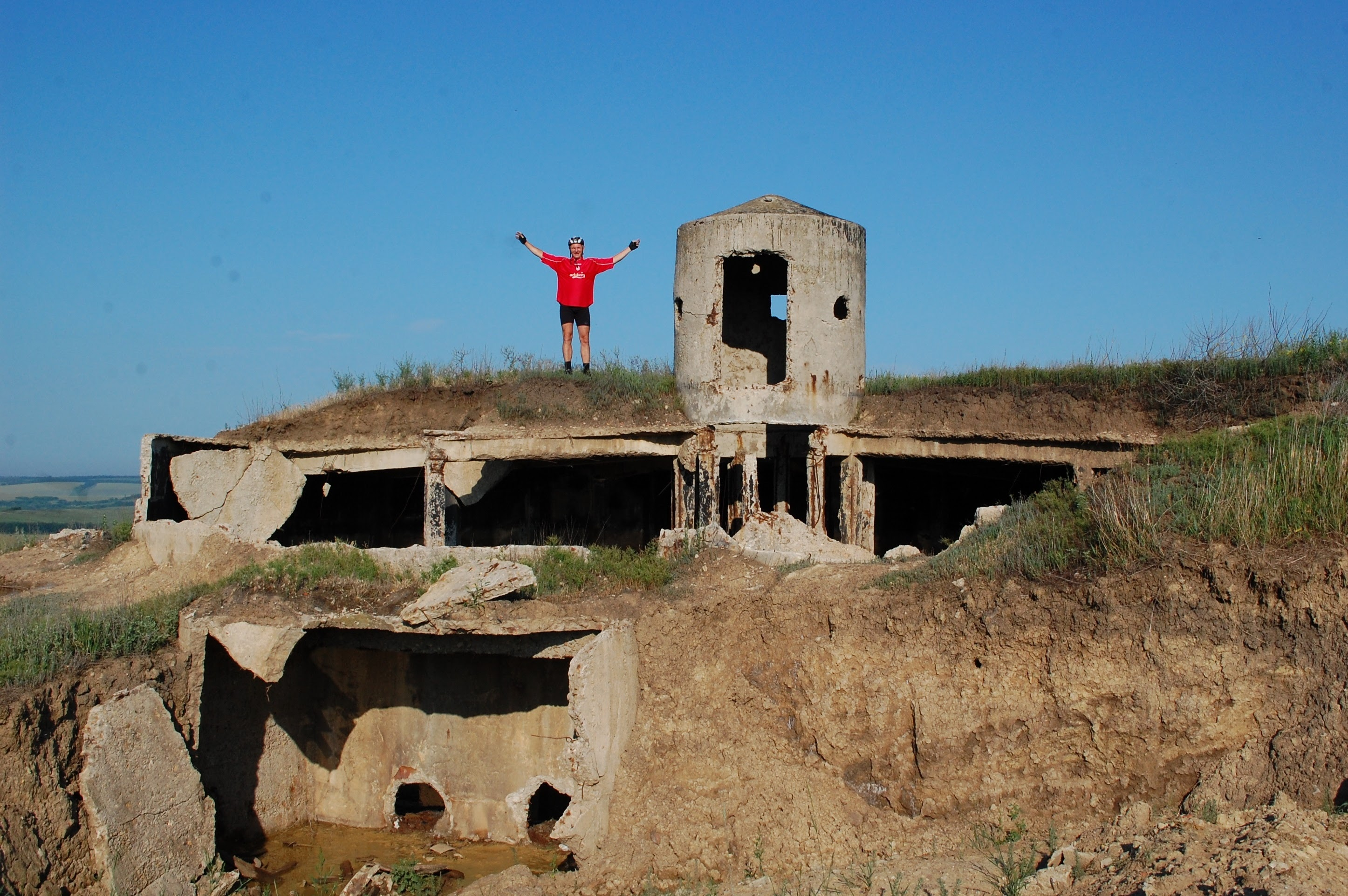
Розсолопровід на Лисичанський содовий завод
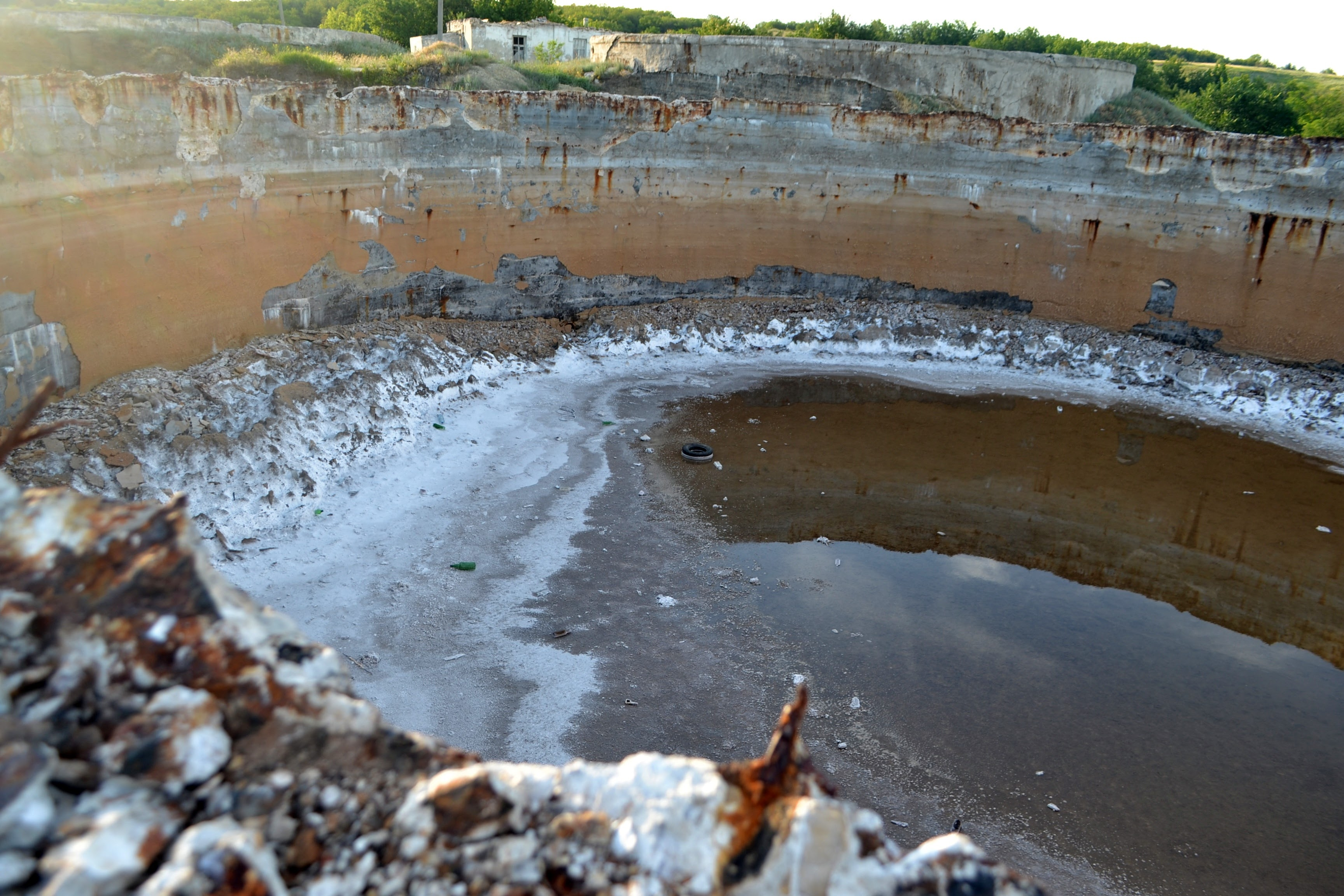
залишки солі у басейні
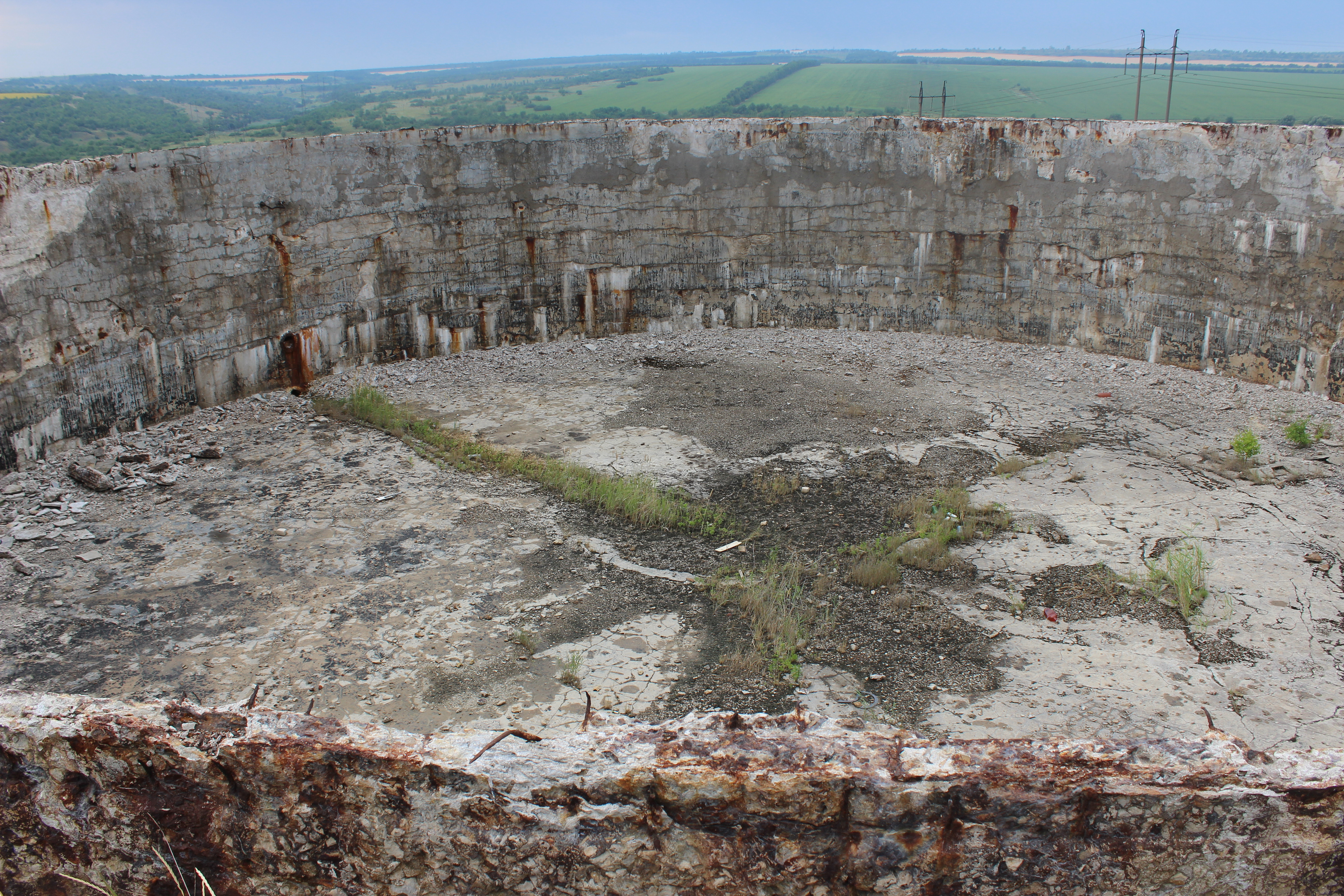
Басейн
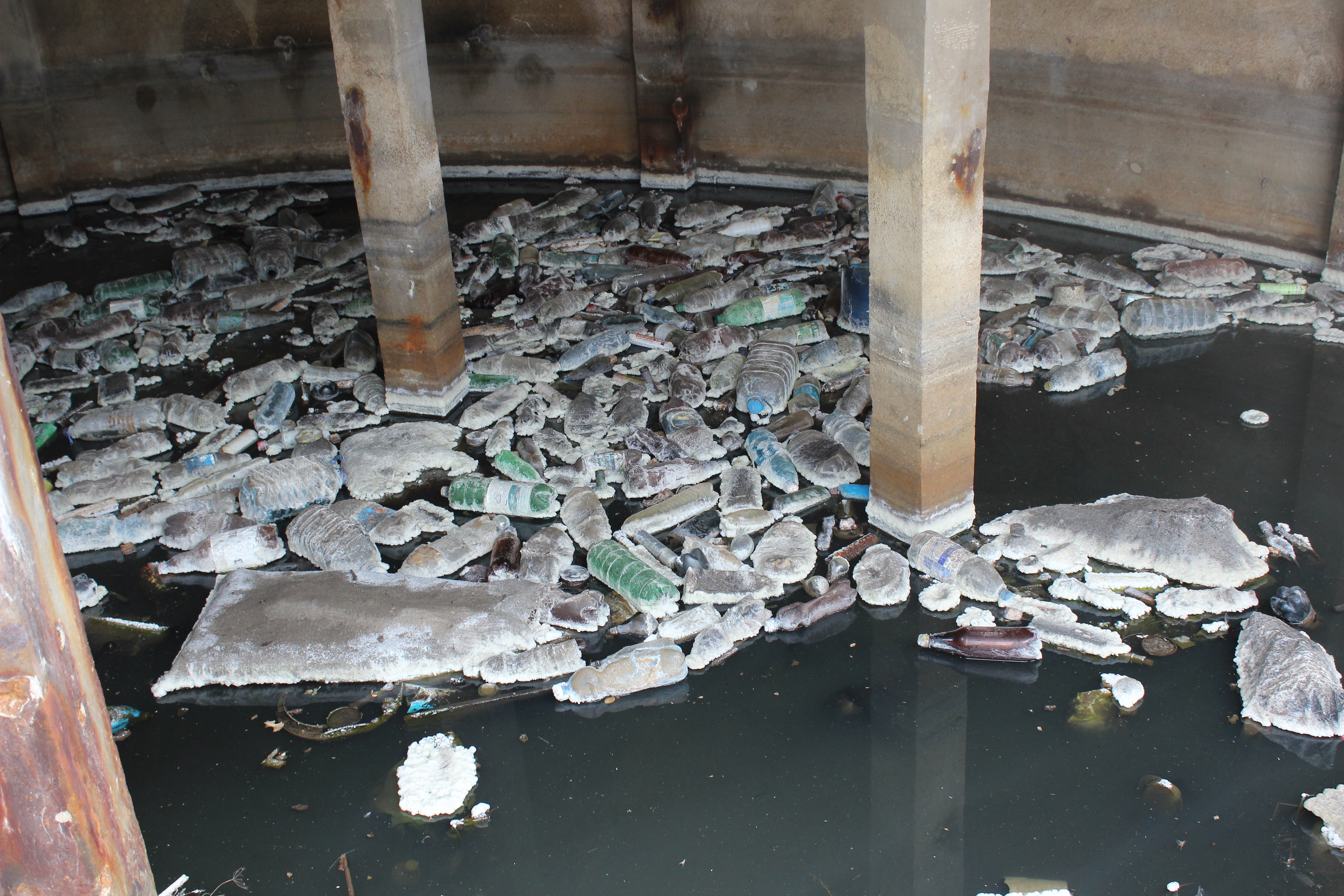
залишки солі у насосному басейні
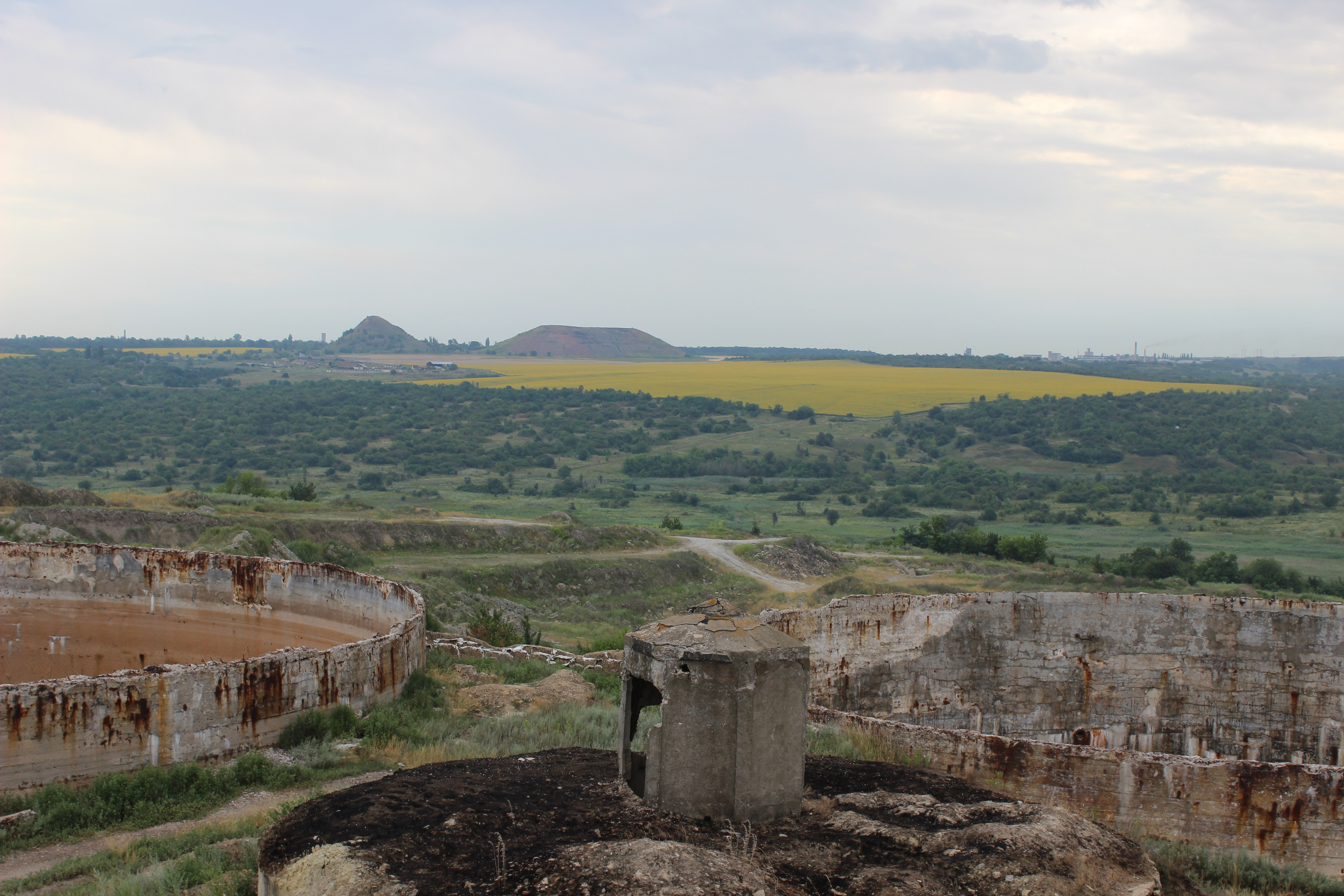
Станція перекачки соляного розчину
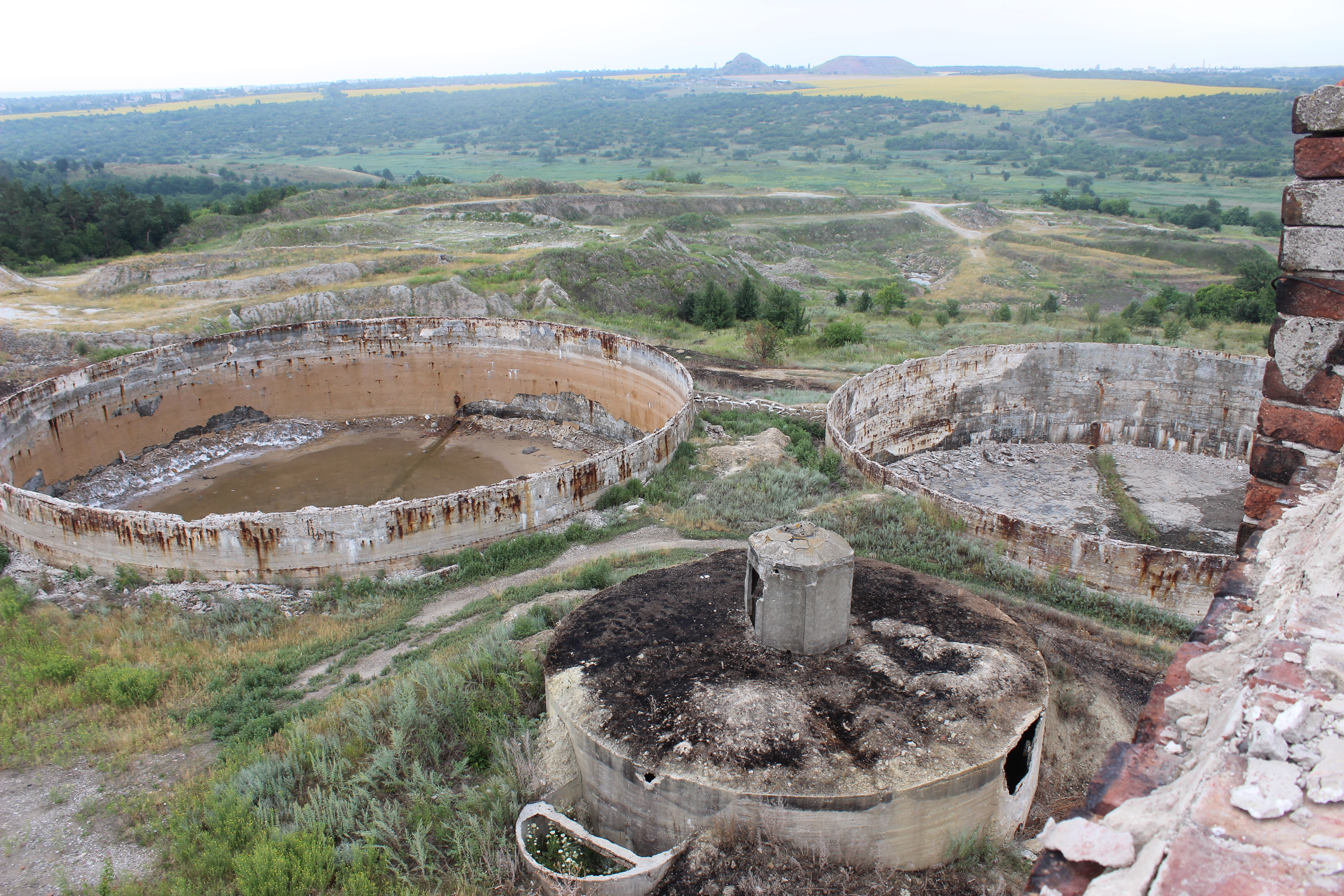
Станція перекачки соляного розчину
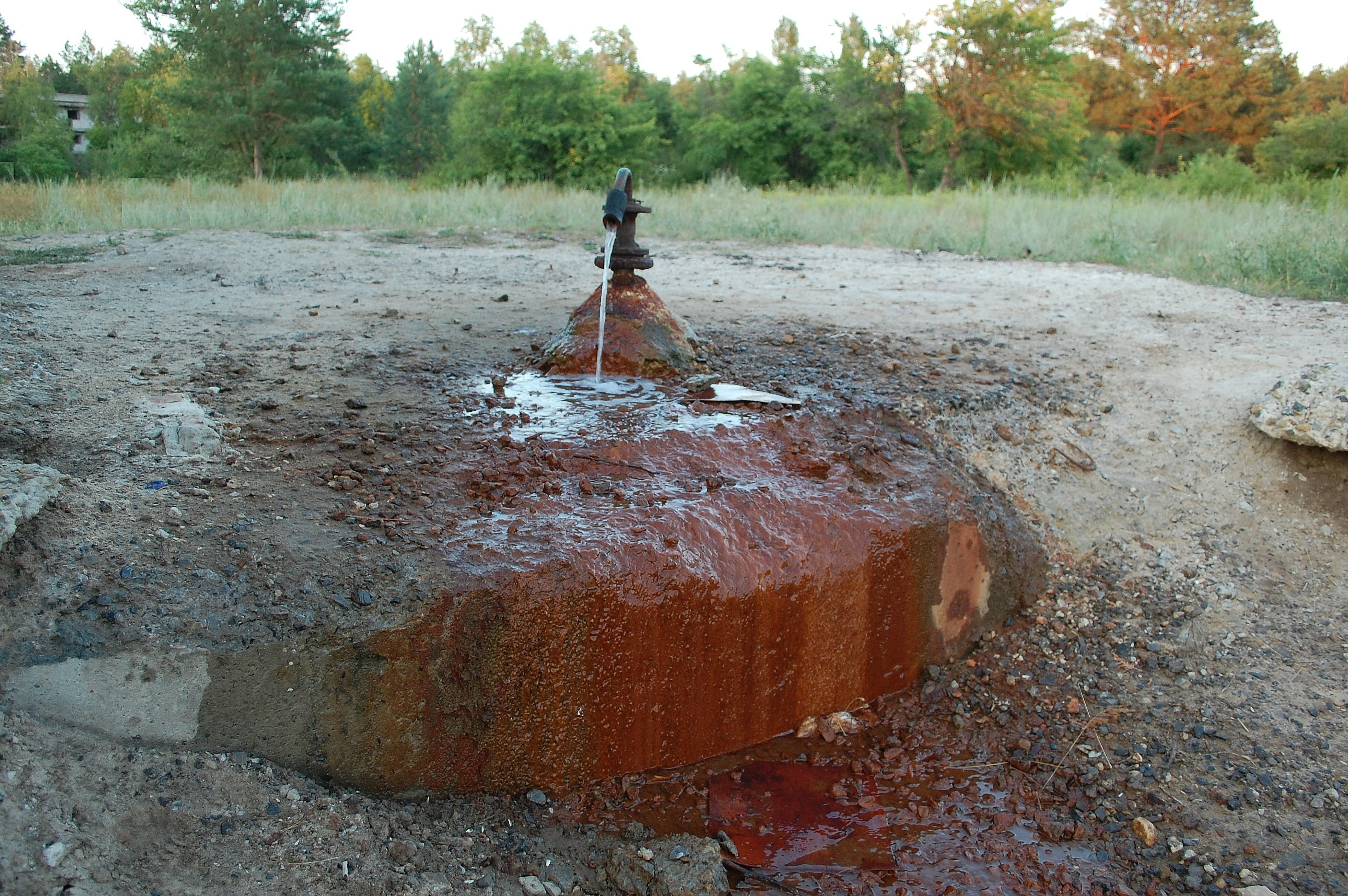
солоне джерело під Сєвєродонецьком
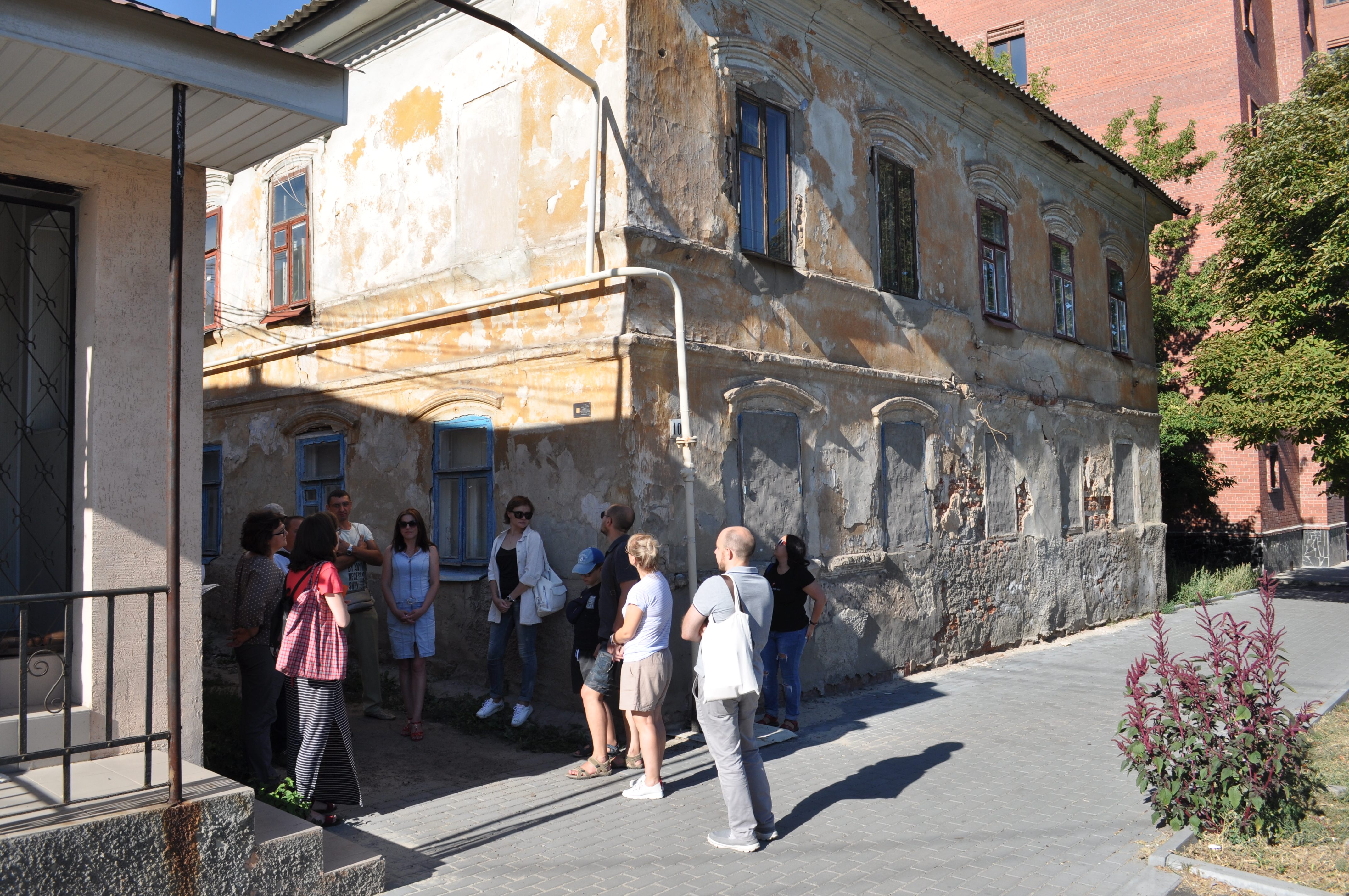
Екскурсія старовинним Бахмутом
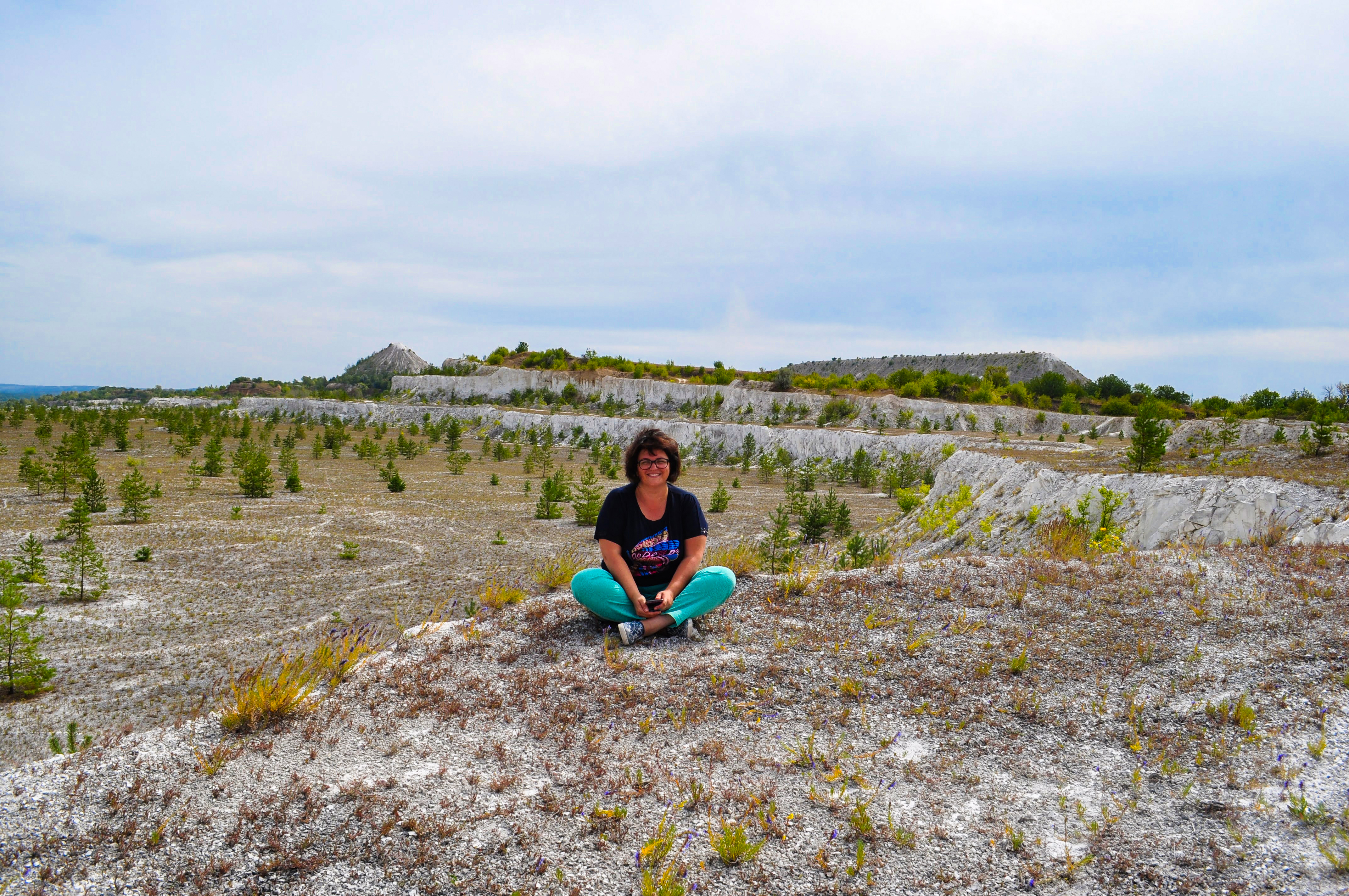
Туристична експедиція «У пошуках Торської фортеці»

## Згадки у ЗМІ
- Вільне радіо |На Донеччині розробили перший в Україні підземний 3D-тур в соляних шахтах

- Reporters. Сіль сходу
- Lowcost Ua Новий маршрут в Україні — «Шлях, позначений сіллю»
- BBC News Україна
- Шахти та рудники Донбасу: Шлях, позначений сіллю. Солона історія Сходу України (2022), електронна версія книги
- Відео «Шлях, позначений сіллю», 2020 рік
- Віртуальні панорами «Шлях, позначений сіллю» 2020 рік
- Віртуальний тур соляною шахтою, 2020 рік
- Відео «Поєднані Шляхом, позначеним сіллю», 2022 рік
- Активісти Донеччини розповідають «солону» історію сходу України книгою та віртуальними екскурсіями (ФОТО, КНИГА)